# Hartwig Altenmüller
Hartwig Altenmüller (nascut el 1938, a Bad Saulgau, Württemberg, Alemanya) és un egiptòleg alemany. Va esdevenir professor a l'Institut Arqueològic de la Universitat d'Hamburg in 1971. Va treballar com a arqueòleg a Saqqara des del 1969 fins al 1982, i després a la Vall dels Reis (on va treballar en KV13, KV14 i KV47) des del 1984 al 1998. Es va retirar el 2003.

## Publicacions
- "Lederbänder und Lederanhänger von der Mumie des Chonsu-maacheru" i "Die Mumienbinden des Chonsu-maacheru " a Alt-Ägypten 30(2000), pp. 73–76, 88-89, 102-114. «Enllaç». Arxivat de l'original el 2007-03-07. [Consulta: 21 agost 2013].
- "Zwei Ostraka und ein Baubefund: Zum Tod des Schatzkanzlers Bay im 3 Regierungsjahr des Siptah." Göttinger Miszellen: Beiträge zur Ägyptologische Diskussion 171: 13-18 (1999).
- "Dritter Vorbericht uber die Arbeiten des Archäologischen Instituts der Universität Hamburg am Grab des Bay (KV 13) im Tal der Könige von Theben." Studien zur altägyptischen Kultur 21: 1-18 (1994).
- "Bemerkungen zu den Königsgräbern des Neuen Reiches." Studien zur altägyptischen Kultur 10: 25-61 (1983).